# Ctenosaura bakeri
Ctenosaura bakeri és una espècie de sauròpsid (rèptil) escatós de la família dels iguànids en perill crític d'extinció. Aquest rèptil només es troba en els manglars de l'illa d'Útila, en el Carib hondureny, i fora d'aquesta zona només existeixen unes desenes d'exemplars repartits per diversos zoològics europeus i nord-americans.